# Безпанцирні
Безпанцирні (Aplacophora) — клас виключно морських молюсків, які зовсім не мають черепашки. Складається з двох підкласів: Соленогастри (Борозенчасточеревні чи Борозенчасточереві —Solenogastres або Neomeniomorpha) та Ямкохвості (Caudofoveata або Chaetodermomorpha). Часто ці групи виділяються в окремі класи, бо цілком можливо, що Безпанцирні — поліфілетичне угруповання. Так, за деякими молекулярними дослідженнями, ямкохвості — сестринська група до головоногих.
Раніше безпанцирних об'єднували з панцирними у клас Боконервові (Amphineura).
Безпанцирні — це переважно дрібні червоподібні організми, від 0,3 до 3 см завдовжки, найбільші з них досягають 30 см. Належать до бентосу, живуть серед гідроїдних чи коралових поліпів, деякі зариваються у мул. Трапляються на різних глибинах — від літоралі до глибин 9000 м. Усього відомо близько 300 видів. У Чорному та Азовському морях не представлені.
Вкриті лише окремими спікулами (складаються з арагоніту та органічних речовин). Більшість має радулу, але деякі соленогастри її втратили.
За зовнішнім виглядом дуже відрізняються від інших молюсків, тому довгий час цих тварин зараховували до червів.

## Класифікація[2]
Включає 2 підкласи:
- Chaetodermomorpha
(Caudofoveata)

- - Chaetodermatidae Ihering, 1876
  - Limifossoridae Salvini-Plawen, 1968
  - Prochaetodermatidae Salvini-Plawen, 1968

- Neomeniomorpha
(Solenogastres)

- - Cavibelonia
  - Neomeniamorpha Pelseneer, 1906
  - Pholidoskepia Salvini-Plawen, 1978
  - Sterrofustia

Колишні таксони:
Підклас Chaetodermomorpha прийнятий як Caudofoveata

## Використані джерела
- Щербак Г. Й., Царичкова Д. Б., Вервес Ю. Г. Зоологія безхребетних. Том 3. — К.: Либідь, 1997. ISBN 5-325-00662-2
- Brusca, Richard C. & Brusca, Gary J. (2003). Invertebrates (вид. 2nd ed). Sunderland: Sinauer Associates. ISBN 0-87893-097-3. Архів оригіналу за 7 травня 2011. Процитовано 9 вересня 2012.